# 서경 15도
서경 15도(西經15度)는 본초 자오선에서 서쪽으로 15도 떨어진 경선이다. 북극점에서 시작하여 북극해, 그린란드, 아이슬란드, 아프리카, 대서양, 남극해, 남극을 거쳐 남극점에 이른다.
서경 15도는 동경 165도와 이어져 지구의 둘레를 이룬다.
북극점에서 남극점까지 서경 15도선은 다음 지역을 지나간다.
| 좌표                                                  | 나라, 지역, 해역 | 비고                                       |
| ----------------------------------------------------- | ---------------- | ------------------------------------------ |
| 북위 90° 0′ 서경 15° 0′  / 북위 90.000° 서경 15.000°  | 북극해           |                                            |
| 북위 81° 55′ 서경 15° 0′  / 북위 81.917° 서경 15.000° | 그린란드         |                                            |
| 북위 80° 44′ 서경 15° 0′  / 북위 80.733° 서경 15.000° | 대서양           | 그린란드해                                 |
| 북위 66° 21′ 서경 15° 0′  / 북위 66.350° 서경 15.000° | 아이슬란드       |                                            |
| 북위 64° 14′ 서경 15° 0′  / 북위 64.233° 서경 15.000° | 대서양           |                                            |
| 북위 24° 35′ 서경 15° 0′  / 북위 24.583° 서경 15.000° | 서사하라         | Claimed by 모로코                          |
| 북위 21° 20′ 서경 15° 0′  / 북위 21.333° 서경 15.000° | 모리타니         |                                            |
| 북위 16° 41′ 서경 15° 0′  / 북위 16.683° 서경 15.000° | 세네갈           |                                            |
| 북위 13° 48′ 서경 15° 0′  / 북위 13.800° 서경 15.000° | 감비아           |                                            |
| 북위 13° 29′ 서경 15° 0′  / 북위 13.483° 서경 15.000° | 세네갈           |                                            |
| 북위 12° 41′ 서경 15° 0′  / 북위 12.683° 서경 15.000° | 기니비사우       |                                            |
| 북위 10° 57′ 서경 15° 0′  / 북위 10.950° 서경 15.000° | 기니             | 카체크 섬                                  |
| 북위 10° 46′ 서경 15° 0′  / 북위 10.767° 서경 15.000° | 대서양           |                                            |
| 남위 60° 0′ 서경 15° 0′  / 남위 60.000° 서경 15.000°  | 남극해           |                                            |
| 남위 72° 4′ 서경 15° 0′  / 남위 72.067° 서경 15.000°  | 남극             | 퀸모드랜드 — 노르웨이가 영유권을 주장한다. |

## 같이 보기
- 서경 14도
- 서경 16도